# René Delgado
Carlos René Delgado Ballesteros (Ciudad de México, 17 de septiembre de 1954) es un periodista, corresponsal de guerra, comentarista y escritor mexicano que se enfoca en temas políticos. Fue Director Editorial del Diario Reforma, panelista, y ahora moderador, del programa de debate Tercer Grado, y parte de la lista de los 300 líderes más influyentes de México.

## Estudios
Realizó estudios de Periodismo y Comunicación Social en la Facultad de Ciencias Políticas y Sociales en la Universidad Nacional Autónoma de México. Se inició en el diarismo en XEIPN Canal ONCE y, posteriormente, en el diario UnomásUno, especializándose en asuntos políticos nacionales y corresponsalías de guerra, cubriendo los conflictos armados en Nicaragua, El Salvador y Las Malvinas.

## Trayectoria
De 1984 a 1987 hizo un paréntesis en su carrera periodística, ingresando al servicio exterior mexicano como Agregado Cultural y de Información ante el Benelux, teniendo por sede la Embajada de México en la ciudad de Bruselas.
En 1993, Delgado participó en la fundación del diario Reforma y en la dirección editorial hasta 2017. Actualmente, publica en El Financiero su columna semanal «Sobreaviso» .

### Radio y Televisión
Es invitado recurrente en programas televisivos, podcasts y estaciones de radio. Transmite el programa “Entredichos” en el sitio web del diario. Asimismo, es comentarista político del noticiario Imagen en el 90.5 de FM que conduce Pascal Beltrán, del noticiario televisivo “Despierta” en el canal 2 de Televisa.
René Delgado es el actual conductor del panel de analistas del programa Tercer grado, en cual, ha compartido pantalla con periodistas y politólogos mexicanos como Joaquín López-Dóriga, Carlos Loret de Mola, Denise Maerker, Raymundo Riva Palacio, Leo Zuckermann, Sergio Sarmiento, Genaro Lozano y otros invitados líderes de opinión nacional.

## Publicaciones
René Delgado ha publicado los siguientes libros: «La oposición: debate por la nación» (1988); «El Rescate» (1991, segunda edición 2015) “Autopsia de un Recuerdo” todas por parte de la editorial Grijalbo. También, novelas como «Ovando y Gil: crimen en víspera de elecciones» (1989) en Ediciones de Cultura Popular. Y ha colaborado con otros autores en distintas obras como: «México: el reclamo democrático» de editorial Siglo XXI; «El futuro de la izquierda» editado por el Centro de Estudios para un Proyecto Nacional; la «La organización de las elecciones» de editorial Manuel Porrúa y UNAM; “Miguel Ángel Granados Chapa: Maestro y Periodista; “Carlos Fuentes: ensayista”, editado por El Colegio Nacional; y otros.